# Klaus Lüders
Klaus Lüders (*  1936 in  Köln) ist ein deutscher Experimentalphysiker (Festkörperphysik, Tieftemperaturphysik) und Hochschullehrer an der FU Berlin.
Lüders studierte Physik in Göttingen, München, Aachen und Karlsruhe und wurde 1965 in Karlsruhe promoviert (Einfluß von Gitterstörungen auf die Supraleiteigenschaften von Blei). Er habilitierte sich 1972 an der FU Berlin und wurde im selben Jahr Professor für Experimentalphysik.
Er war unter anderem Gastwissenschaftler an der Universität Kyūshū in Fukuoka, Japan und an der Universität Basel.
Lüders war mit Gebhard von Oppen Herausgeber von Band 1 des Lehrbuchs der Experimentalphysik von Bergmann-Schaefer sowie einer dreibändigen Kompaktausgabe des Bergmann-Schaefer (De Gruyter 2015) und verfasste in Band 5 das Kapitel Superflüssigkeiten. Außerdem war er mit Robert Otto Pohl Herausgeber einer Neuauflage der Einführung in die Physik von Robert Wichard Pohl.
Er befasste sich unter anderem mit Hochtemperatursupraleitern und Supraleitung von Fullerenen und mit supraflüssigem Helium.

## Schriften
- mit K. Kramer: Die Physik. Ihre Sprache und Untersuchungsmethoden, Verlag Chemie, Weinheim 1970
- Physik für Naturwissenschaftler, 3. Auflage, Berlin: Verlag Dr. Köster 2007
- Grundlagen der Physik, 4. Auflage, Springer Spektrum Berlin, Heidelberg 2023 ISBN 978-3-662-66363-9